# Fontaines (Saona i Loira)
Fontaines és un municipi francès, situat al departament de Saona i Loira i a la regió de Borgonya - Franc Comtat. L'any 2007 tenia 1.997 habitants.

## Demografia

### Població
El 2007 la població de fet de Fontaines era de 1.997 persones. Hi havia 771 famílies, de les quals 193 eren unipersonals (79 homes vivint sols i 114 dones vivint soles), 287 parelles sense fills, 256 parelles amb fills i 35 famílies monoparentals amb fills.
La població ha evolucionat segons el següent gràfic:
Habitants censats

### Habitatges
El 2007 hi havia 840 habitatges, 775 eren l'habitatge principal de la família, 35 eren segones residències i 30 estaven desocupats. 707 eren cases i 131 eren apartaments. Dels 775 habitatges principals, 572 estaven ocupats pels seus propietaris, 178 estaven llogats i ocupats pels llogaters i 25 estaven cedits a títol gratuït; 17 tenien una cambra, 56 en tenien dues, 123 en tenien tres, 218 en tenien quatre i 361 en tenien cinc o més. 651 habitatges disposaven pel capbaix d'una plaça de pàrquing. A 290 habitatges hi havia un automòbil i a 401 n'hi havia dos o més.

### Piràmide de població
La piràmide de població per edats i sexe el 2009 era:
| Homes | Edats   | Dones |
| ----- | ------- | ----- |
| 0     | 95 o +  | 0     |
| 4     | 90 a 94 | 4     |
| 12    | 85 a 89 | 20    |
| 12    | 80 a 84 | 24    |
| 32    | 75 a 79 | 48    |
| 36    | 70 a 74 | 28    |
| 40    | 65 a 69 | 60    |
| 28    | 60 a 64 | 28    |
| 52    | 55 a 59 | 40    |
| 60    | 50 a 54 | 56    |
| 96    | 45 a 49 | 80    |
| 104   | 40 a 44 | 72    |
| 76    | 35 a 39 | 64    |
| 68    | 30 a 34 | 108   |
| 52    | 25 a 29 | 40    |
| 64    | 20 a 24 | 32    |
| 76    | 15 a 19 | 64    |
| 64    | 10 a 14 | 60    |
| 76    | 5 a 9   | 100   |
| 44    | 0 a 4   | 36    |

## Economia
El 2007 la població en edat de treballar era de 1.331 persones, 967 eren actives i 364 eren inactives. De les 967 persones actives 891 estaven ocupades (505 homes i 386 dones) i 75 estaven aturades (26 homes i 49 dones). De les 364 persones inactives 102 estaven jubilades, 173 estaven estudiant i 89 estaven classificades com a «altres inactius».

### Ingressos
El 2009 a Fontaines hi havia 792 unitats fiscals que integraven 1.921,5 persones, la mediana anual d'ingressos fiscals per persona era de 20.086 €.

### Activitats econòmiques
Dels 90 establiments que hi havia el 2007, 2 eren d'empreses extractives, 2 d'empreses alimentàries, 1 d'una empresa de fabricació d'elements pel transport, 6 d'empreses de fabricació d'altres productes industrials, 18 d'empreses de construcció, 17 d'empreses de comerç i reparació d'automòbils, 7 d'empreses de transport, 5 d'empreses d'hostatgeria i restauració, 3 d'empreses financeres, 3 d'empreses immobiliàries, 14 d'empreses de serveis, 8 d'entitats de l'administració pública i 4 d'empreses classificades com a «altres activitats de serveis».
Dels 25 establiments de servei als particulars que hi havia el 2009, 1 era una oficina de correu, 3 tallers de reparació d'automòbils i de material agrícola, 2 paletes, 4 guixaires pintors, 4 fusteries, 2 lampisteries, 3 electricistes, 2 perruqueries, 1 veterinari i 3 restaurants.
Dels 4 establiments comercials que hi havia el 2009, 1 era una botiga de més de 120 m², 2 fleques i 1 una peixateria.
L'any 2000 a Fontaines hi havia 21 explotacions agrícoles que ocupaven un total de 1.788 hectàrees.

## Equipaments sanitaris i escolars
L'únic equipament sanitari que hi havia el 2009 era una farmàcia.
El 2009 hi havia 1 escola maternal i 1 escola elemental.

## Poblacions més properes
El següent diagrama mostra les poblacions més properes.